# Mark Valerij Levin
 Mark Valerij Laevinus  (Marcus Valerius Laevinus, 3. stoletje pr. n. št.) je bil rimski general med drugo punsko vojno in prvo makedonsko vojno.
Leta 215 pr. n. št. je bil izvoljen za pretorja in poslan v Brundisium, da bi zaščitil vzhodno obalo Italije in preprečil Filipu V. Makedonskemu, da bi poslal okrepitve Hanibalu. Naslednje leto je prejel status propretorja in s svojo vojsko prečkal Jadransko morje v Ilirijo, kjer je Makedoncem osvojil Orik in z presenetljivim napadom prebil Filipovo obleganje Apolonije (Ilirija). Naslednjih nekaj let je poskušal zatreti Filipove poskuse invazije na Italijo, hkrati pa je podpiral Etolsko ligo.
Leta 210 pr. n. št. je bil skupaj z Markom Klavdijem Marcellom izvoljen za konzula. Nato je zapustil Grčijo in jo prepustil svojemu namestniku - prokonzulu Publiju Sulpiciju Galbi Maksimu. Zaupali so mu Sicilijo, kjer je konec istega leta zavzel zadnjo kartažansko trdnjavo Agrigento Akragas (današnji Agrigento). Po koncu vojne se je posvetil obnovi kmetijstva na otoku, da bi ustvaril zaloge hrane za Italijo, ki so jo opustošili Hanibalovi pohodi. Leta 208 pr. n. št. je odplul proti Severni Afriki, kjer je napadel Klupejo in premagal kartažansko floto. Leta 207 pr. n. št. je opustošil obalo okoli Utike (Tunizija) in Kartagine ter uničil še eno kartažansko floto. Leta 206 pr. n. št. se je vrnil v Rim in ga je nadomestil pretor C. Servilij Gemin.
Glej tudi:
- Druga punska vojna
- Prva makedonska vojna